# Мирза Гусейн Кули-хан Мафи
Мирза Гусейн Кули-хан Мафи (перс. میرزا حسینقلی‌خان نظام‌السلطنهٔ مافی‎; 1 апреля 1832, Казвин, Персия — 28 января 1908, Тегеран, Иран) — иранский государственный деятель, премьер-министр (визирь) Ирана при Мохаммад Али-шахе (1907—1908). Известен также под именем Низам ас-Салтане.

## Биография
Родился в семье военачальника и государственного деятеля Шариф-хана Мафи. Происходил из кочевого племени мафи, из клана байырвенд. Получил среднее образование в Казвине, после чего он почти четыре года занимался семейным бизнесом.
В 1858 году начал свою карьеру в должности личного секретаря губернатора провинции Фарс, в 1861 году последовал за ним в Хорасан, где участвовал в подавлении мятежей местных мародерствующих туркменских племен. В 1865 году Хосам-аль-Салана был вновь назначен губернатором Фарса и Кули-хан Мафи снова исполнял обязанности его секретаря в течение следующих трех лет, а затем еще почти два года служил в Йезде. В 1870 году он становится личным секретарем сына Хосам-аль-Салана, Абу-фата Мирзы, который занял пост губернатора Йезда и продолжил ему служить, когда тот в 1871 году был назначен в губернаторство Исфахана.
В 1874 году по приказу Насреддин-шаха был назначен губернатором Йезда. С 1876 по 1879 год являлся главным администратором (визирем) провинции Фарс. С 1879 по 1881 год руководил государственными амбарами Персии. В 1882 году был назначен ответственным за надзор за портами и островами Персидского залива.
В январе 1885 года получает назначение на должность губернатора провинции Хамсэ, а в 1888 году — губернатором Хузистана. Он занимал поочерёдно посты эльхана бахтияров. Сразу после назначения он успешно подавил восстание вождя бахтияров Эмамколи-хана Каджи Илхани и усилил контроль центрального правительства в этом сложном регионе.
В 1891 году занял пост провинции Бушер и администратора портов и островов Персидского залива. В 1892 году шах назначил его губернатором Фарса, одну из высших губернаторских должностей в стране. Вмешавшись в междоусобицу местной элиты, он непродуманно спровоцировал беспорядки и был досрочно отозван из Шираза. В 1895 году он был вновь назначен губернатором Хузистана, однако после убийства Насер ад-Дин Шаха был уволен из-за конфликта с британским консулом в Кермане сэром Перси Сайксом по поводу реституции жертвам нападений на британцев со стороны местного населения. После этого он присоединился к заговору персидской элиты, направленного на смещение премьер-министра Мирзы Али Асгар Хана.
Вскоре после его смещения в 1897 году получи назначения на должности министра юстиции и торговли. В 1898 году он становится министром финансов, однако с восстановлением в том же году в должности главы правительства Асгар Хана был отправлен в отставку и назначен администратором (пишкаром) Азербайджана на службе наследного принца Мохаммада Али; принял этот пост неохотно, учитывая антипатию к нему со стороны кронпринца. Растущая взаимная неприязнь привела к отставке, после непродолжительного пребывания в Тегеране он удалился в свое поместье в Камсе.
В 1905 году в связи с третьим европейским путешествием шаха в Европу он был вновь назначен администратором Азербайджана.  Он был серьезно обеспокоен быстрой радикализацией некоторых группировок-конституционалистов, особенно в Тебризе. Однако наследный принц воспользовался возникшей нестабильонстью и в конце октября 1906 года  отправил его в отставку, обвинив в том, что он подстегнул конституционные нарушения в Тебризе. После этого он недолгое время служил в должности губернатора в  Исфахане и Фарсе.
В декабре 1907 года вступивший к тому времени на престол его давний недоброжелатель Мохаммад Али-шах назначил его на пост премьер-министра Ирана. Это стало следствием смещения шахом предыдущего умеренно-реформистского кабинета Абулькасим-хана Насира аль-Мулька и произошло на фоне резкого обострения между монархом и парламентом, которое достигло критической точки после попытки убийства шаха радикальными конституционалистами в феврале 1908 года. В мае глава правительства был отправлен в отставку.
В том же году в Тебризе началось восстание против власти шаха. Как только весть о захвате Казвина дошла до Мохаммад Али-шаха, он был вынужден дважды (5 и 10 мая) издать дастхат (указ), согласно которому отныне он официально провозглашал конституцию и обещал открытие национального собрания во дворце Бахаристана . Одним словом, шах стал поддаваться давлению со стороны дипломатических представителей. Уже 11 мая 1909 г. он принял шесть условий, выдвинутых английской и русской миссиями . Вслед за этим событием, на следующий день, 12 мая 1909 г. был издан очередной шахский дастхат о всеобщей амнистии.
Таким образом, потеря стратегически важного пункта Казвина, вынудила шаха объявить о даровании конституции и о начале подготовки к выборам в парламент.
Автор мемуаров «Хатерати-Низам ас-Салтане», которые охватывают период с 1858 по 1903 год (Тегеран, 1982, 3 т.).